# Commelina ramulosa
Commelina ramulosa là một loài thực vật có hoa trong họ Commelinaceae. Loài này được (C.B.Clarke) H.Perrier mô tả khoa học đầu tiên năm 1936.